# Чискова
Чискова — река в Эвенкийском районе Красноярского края России, правый приток Нижней Тунгуски. Длина реки — 207 км. Площадь водосборного бассейна — 6240 км².
Река берёт начало на западе плато Сыверма, к востоку от среднего течения Тутончаны, на высоте более 400 м над уровнем моря. От истока течёт на юг; приняв слева Малую Чискову, поворачивает на юго-запад и течёт по холмистой тайге с преобладанием лиственницы и берёзы. Обогнув с запада гору Горелую, поворачивает на юго-восток. Перед устьем большое число некрупных пойменных озёр. Впадает в Нижнюю Тунгуску по правому берегу на отметке 78 м над уровнем моря, ниже впадения Учами, в 548 км от устья Нижней Тунгуски. Ширина перед устьем составляет 120 м при глубине 4 м, скорость течения в районе впадения реки Мугдыми — 0,6 м/с. 

## Основные притоки
Указаны поименованные притоки длиной 30 км и более
| Название  | Расстояние от устья | Длина | Положение |
| --------- | ------------------- | ----- | --------- |
| Кирамки   | 4                   | 83    | левый     |
| Мугдыми   | 57                  | 36    | левый     |
| Холокит   | 68                  | 49    | левый     |
| Микчангда | 98                  | 59    | левый     |
| Дулкума   | 117                 | 35    | правый    |
| Камдан    | 117                 | 32    | левый     |
| Нирунгда  | 123                 | 35    | правый    |

## Данные водного реестра
По данным государственного водного реестра России и геоинформационной системы водохозяйственного районирования территории РФ, подготовленной Федеральным агентством водных ресурсов:
- Бассейновый округ — Енисейский
- Речной бассейн — Енисей
- Речной подбассейн — Нижняя Тунгуска
- Водохозяйственный участок — Нижняя Тунгуска от водомерного поста посёлка Учами до устья
- Код водного объекта — 17010700412116100089854